# 1792
Năm 1792 (số La Mã: MDCCXCII) là một năm nhuận bắt đầu vào Chủ Nhật trong lịch Gregory (hoặc một năm nhuận bắt đầu từ ngày thứ năm của lịch Julian chậm hơn 11 ngày).

## Sự kiện

### Tháng 8
- 9 tháng 8: Gia Nghĩa Mai Sơn tại Đài Loan xảy ra động đất.
- 10 tháng 8: đại cách mạng Pháp.

### Tháng 9
- 16 tháng 9: Vua Quang Trung mất, thái tử Quang Toản kế vị tức vua Cảnh Thịnh.
- 22 tháng 9: Pháp thành lập đệ Nhất cộng hòa.

## Sinh
- 12 tháng 1 – Johann Arfvedson, nhà hóa học Thụy Điển (mất 1841)
- 10 tháng 2 – Captain Frederick Marryat, người Anh (mất 1848)
- 15 tháng 2 – Floride Calhoun, người Hoa Kỳ (mất 1866)
- 28 tháng 2 – Karl Ernst von Baer, nhà khoa học người Estonia (mất 1876)
- 29 tháng 2 – Gioacchino Rossini, nhà soạn nhạc người Ý (mất 1868)
- 3 tháng 3 – Johann Ludwig Karl Gieseler, nhà sử học người Đức (mất 1854)
- 4 tháng 3 – Samuel Slocum, nhà phát minh người Mỹ (mất 1861)
- 7 tháng 3 – John Herschel, nhà toán học và thiên văn người Anh (mất 1871)
- 1 tháng 4 – Karl Gottlob Zumpt, học giả người Đức (mất 1894)
- 23 tháng 4 – John Thomas Romney Robinson, nhà thiên văn học và vật lý (mất 1882)
- 25 tháng 4 – John Keble, nhà thơ người Anh (mất 1866)
- 13 tháng 5 – Giáo hoàng Piô IX (mất 1878)
- 15 tháng 5 – James Mayer Rothschild, người Đức (mất 1868)
- 17 tháng 5 – Anne Isabella Milbanke, vợ của George Gordon Byron, 6 Nam tước Byron
- 18 tháng 5 – Margaret Ann Neve, (mất 1903)
- 21 tháng 5 – Gaspard-Gustave Coriolis, kỹ sư và nhà khoa học Pháp (mất 1843)
- 15 tháng 6 – John Pascoe Fawkner, người tiên phong và nhà xuất bản tờ báo ở Melbourne, Victoria, Úc (mất 1869)
- 16 tháng 6 – John Linnell, họa sĩ người Anh (mất 1882)
- 4 tháng 8 – Percy Bysshe Shelley, nhà thơ người Anh (mất 1822)
- 17 tháng 10 – John Bowring, học giả, Thống đốc Hồng Kông thứ tư (mất 1872)
- 1 tháng 12 – Nikolai Ivanovich Lobachevsky, nhà toán học người Nga (mất 1856)
- Không rõ – Ngô Thị Chính, phong hiệu Nhất giai Hiền phi, phi tần của vua Minh Mạng (m. 1843)

## Mất
- 29 tháng 7 âm lịch (16 tháng 9 dương lịch) – Vua Quang Trung nhà Tây Sơn (Đại Việt)

## Xây Dựng
- 13 tháng 10 – Tổng thống Washington đặt viên đá đầu tiên xây dựng nhà Trắng (White House)